# Моба (город)
Моба (фр. Moba) — город в провинции Танганьика Демократической Республики Конго.

## География
Город расположен на западном побережье южной части озера Танганьика, в 140 км к юго-востоку от Калемие, с которым связан регулярным лодочным сообщением. Основная часть города находится на плато высотой 400 м в 5 км от озера, вниз к пристани на берегу озера ведёт грунтовая дорога. Вокруг Моба расположен целый ряд крутых скал и горы Марунгу (Малунгу) на юго-востоке, высота которых составляет от 1000 до 1500 метров.
В районе Моба нет дорог с твёрдым покрытием, ближайшая из них расположена в нескольких сотнях километров от города. Две грунтовые дороги, часто непроходимые в сезон дождей, ведут к Моба с запада и юга. Моба состоит из двух небольших районов: Моба-Порт на берегу озера и Кирунгу (Килунгу).
Длительное время в Моба не было электричества. В 1996 году итальянской фирмой Mondo Gusto на реке Нгандве-Фуамба была построена небольшая гидроэлектростанция.

## Население
Население города в основном принадлежит к народности табва. Население города по данным переписи 1984 года составляло 25 463 человека; по оценочным данным на 2004 год оно составляет 46 890 человек.

## Экономика
Основой экономики Моба являются сельское хозяйство, рыболовство и добыча золота.